# Arhaizam
Arhaizаm (grč. archaios = drevan) označava riječi koje su postale dijelom pasivnog leksika zbog unutar jezičnih razloga. Treba ih razlikovati od zastarjelica koje još nisu dio pasivnog leksika.

## Vrste arhaizama
- izrazni arhaizmi - riječi čiji je izraz zastario te se danas koristi istoznačnica ili bliskoznačnica, npr. čislo > broj, horugva > zastava, polza > korist, depeša > brzojavka, pozan > kasan, škip > korito, pregnuće > odlučnost, razdvoj > rastanak, kitina > inje, timor > hrid, izba > ostava, soba[2]
- sadržajni ili značenjski (semantički) arhaizmi - riječi čijem je izrazu s vremenom pridruženo novo značenje,  npr. luka - nekad livada, danas pristanište brodova; podoknica - nekad prozorska daska, danas pjesma; vrač - nekad liječnik, danas čovjek koji se brine o kultnim obredima; zabaviti - nekad prigovoriti, danas razveseliti nekoga, činiti mu ugodno društvo; polkukača - osoba koja poljulja samopouzdanje drugima.
- tvorbeni arhaizmi - riječi koje imaju zastarjele tvorbene elemente, npr. čarobija > čarobnica, golić > golać, kraljski > kraljevski, ljepost > ljepota, pokućtvo > pokućstvo
- fonološki arhaizmi - riječi u čijem se fonemskom sastavu vidi starije fonološko stanje srpskog jezika, npr. bahat > bat, cesar > car, sarce > srce
- grafijski i ortografski (pravopisni) arhaizmi - riječi u kojima se primjenjuju stara pravopisna rješenja i stara ortografija, npr. Ujevićev „Oproštaj”